# Peñarrubia (Abra)
Peñarrubia is een gemeente in de Filipijnse provincie Abra op het eiland Luzon. Bij de laatste census in 2007 had de gemeente ruim 6 duizend inwoners.

## Geografie

### Bestuurlijke indeling
Peñarrubia is onderverdeeld in de volgende 9 barangays:
- Dumayco
- Lusuac
- Namarabar
- Patiao
- Malamsit
- Poblacion
- Riang
- Santa Rosa
- Tattawa

## Demografie
Peñarrubia had bij de census van 2007 een inwoneraantal van 6.443 mensen. Dit zijn 928 mensen (16,8%) meer dan bij de vorige census van 2000. De gemiddelde jaarlijkse groei komt daarmee uit op 2,17%, hetgeen hoger is dan het landelijk jaarlijks gemiddelde over deze periode (2,04%). Vergeleken met de census van 1995 is het aantal mensen met 1.395 (27,6%) toegenomen.

De bevolkingsdichtheid van Peñarrubia was ten tijde van de laatste census, met 6.443 inwoners op 37,5 km², 171,8 mensen per km².